# 胡斯蒂·绍博尔奇
胡斯蒂·绍博尔奇（匈牙利語：Huszti Szabolcs，發音：[ˈhusti ˈsɒbolt͡ʃ]；1983年4月18日—），是一名匈牙利职业足球运动员，司职边锋。现在效力于匈牙利足球甲级联赛球队費夏華足球會。

## 俱乐部生涯
胡斯蒂在匈牙利球队費倫斯華路士开始职业足球生涯，2003年12月，他被租借到蘇普朗。2004年夏季，他回到球队并逐渐成为球队主力。他的表现受到流浪者和西布罗姆维奇的注意，但2005年夏季最终选择加盟法国足球甲级联赛球队梅斯。
2006年7月，胡斯蒂以21万英镑的身价加盟德国足球甲级联赛球队汉诺威96。2006年8月13日，他上演德甲首秀，对手是卫冕冠军雲達不萊梅。2006/07赛季，他为球队射进6球，其中最重要的一球是在1比0击败拜仁慕尼黑的唯一进球。2007/08赛季，他已经成为球队的核心球员。2008/09赛季，他再次在和拜仁慕尼黑的联赛比赛中射进绝杀球。
2009年2月1日，胡斯蒂转会到俄罗斯足球超级联赛球队泽尼特，取代离队的阿爾沙文。2009年2月18日，他在首秀对阵斯图加特的欧联杯即取得进球。
2012年7月23日，胡斯蒂回到汉诺威96，和球队签约三年到2015年6月。
2014年7月16日，汉诺威96宣布胡斯蒂加盟中国足球超级联赛球队长春亚泰。8月3日，他射进加盟球队首球，帮助长春亚泰2比1击败卫冕冠军广州恒大。
2018年1月，胡斯蒂回國加入費夏華。

## 国家队生涯
2004年4月25日，胡斯蒂在匈牙利和日本的友谊赛出场，首次代表国家队亮相。他在这场比赛射进国家队首球，帮助球队3比2击败对手。2010年9月9日，在为匈牙利出场51次射进7球后，胡斯蒂宣布退出国家队。